# Mazamet
Mazamet település Franciaországban, Tarn megyében. Lakosainak száma 10 123 fő (2022. január 1.). Mazamet Castans, Labastide-Esparbairenque, Les Martys, Mas-Cabardès, Pradelles-Cabardès, Roquefère, Aiguefonde, Aussillon, Bout-du-Pont-de-Larn, Labruguière, Pont-de-Larn és Saint-Amans-Soult községekkel határos.

## Népesség
A település népességének változása:
| Lakosok száma | 10 118 | 10 063 | 10 421 | 10 013 | 10 033 | 9996 | 9953 | 10 064 | 10 123 |
|               | 2013   | 2015   | 2016   | 2017   | 2018   | 2019 | 2020 | 2021   | 2022   |